# Maurice Jones-Drew
Maurice Jones-Drew (født 23. marts 1985 i Oakland, USA) er en amerikansk footballspiller, der spiller i NFL som running back for Oakland Raiders i sin hjemby. Han har spillet for klubben siden 2014. Tidligere har han spillet otte sæsoner for Jacksonville Jaguars.

## High School og College karriere
Før Maurice Jones-Drew startede på college spillede han for De La Salle High School. Han var ikke med til at tabe en eneste kamp i de tre år, hvor han gik på De La Salle High School. Dermed var han med til at sætte den fantastiske rekord, som denne High School er i besiddelse, nemlig den High School der har været ubesejret længst tid. Rekorden lyder på hele 151 kampe uden at tabe. Maurice Jones-Drew udmærkede sig også ved at score alle touchdowns i en kamp, hvor landet to bedste High Schools mødte hinanden. Det var første gang at landet to bedste High Schools mødte hinanden, og De La Salle High School vandt 29-15 over Long Beach Poly. Maurice scorede hele fire touchdowns, og det var tilmed i hans første år på High Schoolen.
Maurice Jones-Drew spillede hele han college karriere hos UCLA, hvor Karl Dorrell var head coach. Ud over at løbe bolden retunerede han også punt og kick off. I løbet af han tid hos UCLA slog han nogle klubrekorder såvel som NCAA rekorder.

## Personlige liv
Maurice forældre hedder Sidney Gayles og Andrea Drew. Han boede hovedsageligt hos hans bedsteforældre, Maurice og Christina Jones. I Maurices højdepunkt i hans college karriere, døde hans bedstefar af hjertestop imens han sad og så Maurice spille Rose Bowl imod Rice University. Maurice fik disse tragiske nyheder at vide på sidelinjen af hans daværende træner. Den unge Maurice tøvede ikke et sekund med at forlade kampen og skynde sig hen på hospitalet.
For at ære hans farfars minde tog Maurice efternavnet Jones, så der nu stod "Jones-Drew" bag på trøjen.
Farfaren Maurice Jones har altid fulgt barnebarnet Maurice Drew football karriere. Han var altid at finde på sidelinjen til hver eneste træning med hans karakteristiske camping stol. Alle der kendte Drew kendte farfaren Maurice Jones.
Drew var allerede fra en ung alder kendt, som en utrolig sympatisk fyr på og uden for banen. Efter han havde spillet en glimrende kamp i Pop Warner ball som 10 årig, ringede han efterfølgende rundt til alle fra hans offensive linje, og takkede hver og en af dem.

## Madden Bowl
Jones-drew vandt den legendariske Madden Bowl 2010, hvor professionelle football spillere dyste om titlen, som den bedste i Playstation spillet Madden.